# Amical Wikimedia
Amical Wikimedia és una organització independent i sense ànim de lucre fundada el 2008 i reconeguda oficialment com a organització temàtica per la Fundació Wikimedia des de 2013. L'ens promou principalment la Viquipèdia, enciclopèdia lliure escrita per voluntaris, i la resta dels projectes germans mantinguts per la Fundació Wikimedia. L'entitat té com a objectiu que la suma de tot el saber humà estigui disponible lliurement en català, i que tot el coneixement sobre la cultura catalana sigui accessible per tothom en qualsevol llengua.
Gran part de la seva tasca implica la col·laboració amb museus, biblioteques i altres institucions GLAM, així com la promoció de la plataforma wiki com eina de transformació digital en el món educatiu. Pels seus diferents camps d'acció en el voluntariat i la seva activitat distribuïda als Països Catalans, és reconeguda com a associació d'utilitat pública a l'Estat Espanyol des de novembre de 2019.

## El nom
«Amical» és una paraula catalana, i més concretament un adjectiu que vol dir amistós, d'amistat, tot i que aquí s'usa com a substantiu. Aquest ús també el fan altres associacions catalanes com ara Amical de Mauthausen i Amical d'Antics Guerrillers de Catalunya.

## Reconeixements
Entre els reconeixements que ha rebut durant la seva història es troben el Premi LletrA de projectes digitals a Internet, atorgat per la Universitat Oberta de Catalunya i la Fundació Prudenci Bertrana el 2011, i el Premi Pompeu Fabra en la categoria de Comunicació i Noves Tecnologies el 2012. L'any 2013 va rebre el guardó especial dels Premis Blogs Catalunya promoguts per l'organització STIC.cat. El 2014 rep el Premi Nacional de Cultura 2014 atorgat per la Generalitat de Catalunya.

## Presidència
Els seus presidents, des de la seva fundació el 2009, han estat Joan Ramon Gomà i Ayats fins al maig de 2013, Arnau Duran Ferrero fins al març de 2017 i Laia Benito Pericas fins al desembre de 2018. Toni Hermoso Pulido la va ocupar fins al maig de 2020. Des d'aquell moment fins a les primeries de gener del 2021, va ocupar el càrrec en Marc Miquel Ribé, i des del 9 de gener del 2021, en Miquel Codolar. El febrer de 2023 va prendre'n el relleu Robert Garrigós i Castro, fins a la seva dimissió gairebé tres mesos després. Des de juliol de 2023, la nova junta és presidida per Núria Ribas i Valls.